# Joseph Alphonsus Bernard
Joseph Adolphus Bernard, né le 27 mars 1881 à Tignish et mort le 7 septembre 1962 à Charlottetown, est un homme politique canadien.
Il sert comme lieutenant-gouverneur de la province de l'Île-du-Prince-Édouard entre 1945 et 1950.